# Renata Sabljak
Renata Sabljak (ur. 2 czerwca 1977 w Zagrzebiu) – chorwacka aktorka i piosenkarka.

## Życiorys
Urodziła się w 1977 r. w Zagrzebiu. Jej rodzicami są Nikola Sabljak i Sanda Sabljak. Kształciła się w Akademii Sztuki Dramatycznej. Wystąpiła na inauguracji prezydent Chorwacji Kolindy Grabar-Kitarović w lutym 2015 r.

## Filmografia

### Film
| Rok  | Tytuł                    | Rola        |
| ---- | ------------------------ | ----------- |
| 2001 | The Miroslav Holding Co. | Ana-Marija  |
| 2009 | Baza Djeda Mraza         | Hilda Pilić |

### Dubbing
| Rok  | Tytuł                    | Rola                         |
| ---- | ------------------------ | ---------------------------- |
| 1989 | Mała Syrenka             | Ariel                        |
| 1991 | Piękna i Bestia          | Belle                        |
| 1992 | Aladyn                   | Księżniczka Dżasmina (śpiew) |
| 1998 | Król Lew 2: Czas Simby   | Kiara                        |
| 2001 | Shrek                    | Fiona                        |
| 2004 | Shrek 2                  | Fiona                        |
| 2007 | Shrek Trzeci             | Fiona                        |
| 2007 | Pada Shrek               | Fiona                        |
| 2010 | Marmaduke – pies na fali | Dodatkowe głosy              |
| 2010 | Shrek Forever            | Fiona                        |
| 2011 | Przygoda w Paryżu        | Lucille                      |
| 2014 | Rio 2                    | Gaby                         |
| 2014 | My Catholic Family       | Esmeralda                    |
| 2015 | Minionki                 | Scarlet Overkill             |